# پیمان جناحی

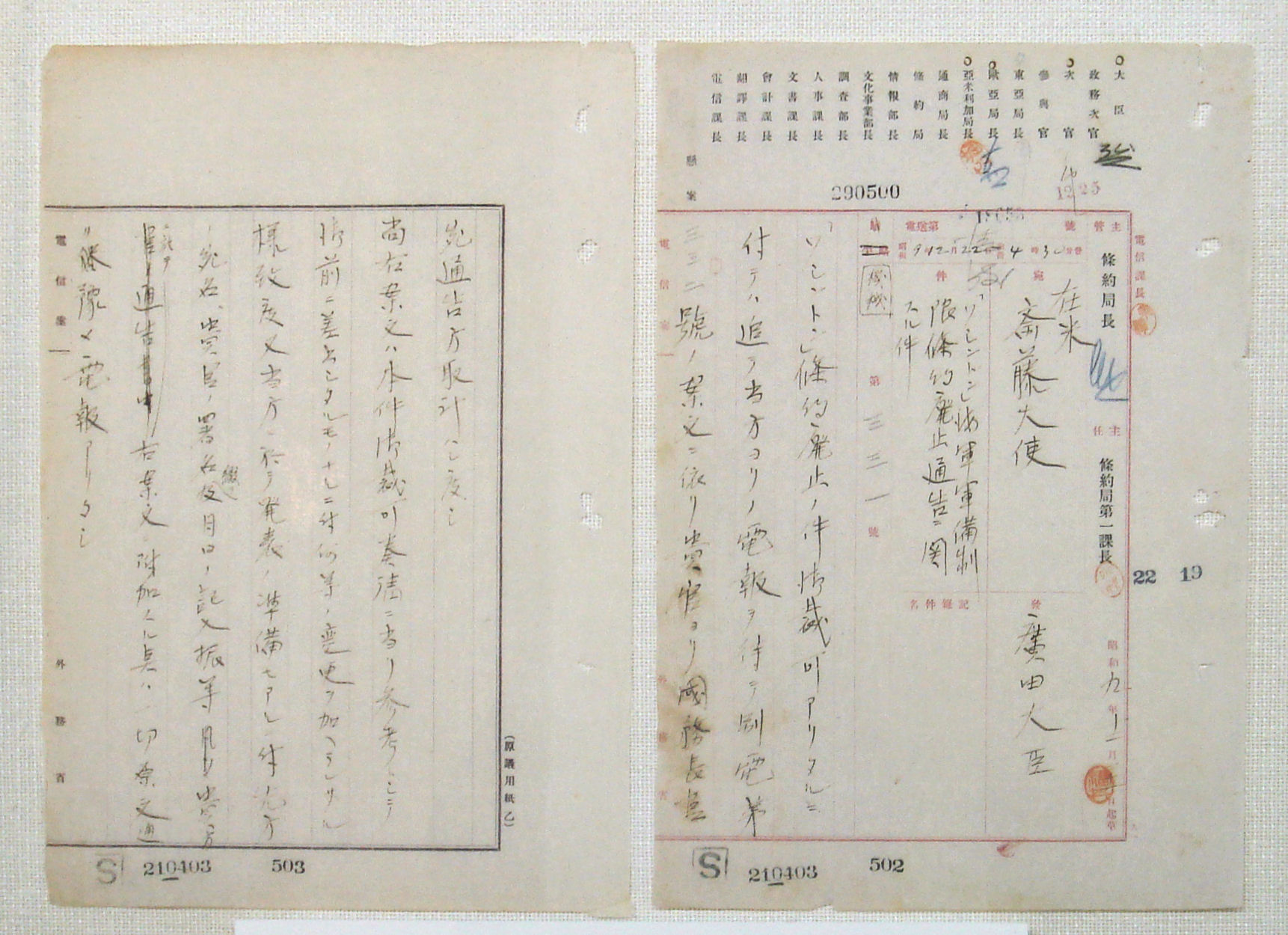
تقبیح ژاپنیان از پیمان نیروی دریایی واشنگتن، ۲۹ دسامبر ۱۹۳۴.

پیمان جناحی انگلیسی: 条約派, Jōyaku-ha یک جناح سیاسی بی‌قاعده و غیررسمی سیاسی در داخل نیروی دریایی امپراتوری ژاپن در دهه‌های ۱۹۲۰ تا ۱۹۳۰ از افسران حامی  پیمان نیروی دریایی واشنگتن بود.
پیمان دریایی واشینگتن، همچنین به عنوان معاهده پنج قدرت شناخته می‌شود، تسلیحات دریایی پنج امضا کننده آن را محدود کرد: ایالات متحده آمریکا، امپراتوری بریتانیا، امپراتوری ژاپن، جمهوری سوم فرانسه و پادشاهی ایتالیا. این پیمان در کنفرانس نیروی دریایی واشینگتن که از نوامبر ۱۹۲۱ تا فوریه ۱۹۲۲ در واشینگتن دی سی برگزار شد، توافق شد.